# Jevto Milović
Jevto Milović (crnogorski: Јевто Миловић; Milovići, 10. studenoga 1908. – Podgorica, 14. siječnja 1991.) crnogorski je povjesničar, doktor znanosti, bio član Crnogorske akademije znanosti i umjetnosti. 
Školovao se u Beogradu i Berlinu.
U središtu njegovog rada bili su život i djelo Petra II. Petrovića Njegoša. Objavio je velik broj nepoznatih arhivskih dokumenta o povijesti Crnogoraca.
Dobitnik je najvećih priznanja Crne Gore za znanost.]
Značajnija djela:
- Zbornik dokumenata iz istorije Crne Gore 1685-1782, Cetinje, 1956.
- Monografija Petar II Petrović Njegoš (više izdanja);
- Staze ka Njegošu, Titograd 1983.